# County Antrim
County Antrim (Iers: Aontroim) is een graafschap van Ierland en is een van de zes graafschappen van Noord-Ierland. Het maakt deel uit van de vroegere provincie Ulster. Het heeft een oppervlakte van 2844 km² en heeft een inwonertal van ongeveer 566.400 (2002).
De hoofdstad van het graafschap is ook de hoofdstad van Noord-Ierland, Belfast. Andere belangrijke steden in de county zijn:
- Antrim
- Ballycarry
- Ballycastle
- Ballymena
- Larne

Andere plaatsen zijn:
- Ballyclare
- Ballymoney
- Bushmills
- Carrickfergus
- Cushendun
- Glengormley
- Greenisland
- Lisburn
- Newtownabbey
- Portrush
- Randalstown
- Whitehead (Noord-Ierland)

County Antrim · County Armagh · County Derry · County Down · County Fermanagh · County Tyrone